# Sankt Margrethen
Sankt Margrethen är en ort och kommun i distriktet Rheintal i kantonen Sankt Gallen, Schweiz. Kommunen har 6 558 invånare (2023).
Kommunen gränsar i norr och öster till Österrike.